# François-Antoine-Edouard Keller
Pour les articles homonymes, voir Keller.
François-Antoine-Edouard Keller, né le 30 décembre 1803 à Wissembourg et mort le 24 avril 1874 à Paris (7e), est un ingénieur hydrographe de la marine français. 
Il est surtout connu pour différents ouvrages sur la navigation et les courants marins.

## Biographie
François-Antoine-Edouard Keller est le fils du député Georges-Joseph Keller et est marié à la sœur de Paul de Jouvencel. Né le 30 décembre 1803 à Wissembourg dans le Bas-Rhin, il entre à l'École polytechnique en 1821. À sa sortie, en 1823, il rejoint le corps des ingénieurs hydrographes de la Marine national française.
De 1824 à 1826, puis de 1829 à 1838, il sert sur les côtes occidentales de la France, sous les ordres de Charles-François Beautemps-Beaupré. Il gravit les échelons et est finalement promu ingénieur hydrographe de 1re classe en 1848. Il s'occupe aussi de travaux de météorologie entre 1840 et 1850. 
Il prend sa retraite en 1860 et meurt en 1874 à Paris.

## Œuvres

### Livres
- François-Antoine-Edouard Keller, Abrégé pittoresque et mnémonique de l'histoire universelle : donnant, siècle par siècle, la chronologie, la géographie, les monuments, les médailles, les portraits des grands hommes, les costumes et les chefs-d'oeuvre de peinture et de sculpture, 1837 (lire en ligne) ;
- François-Antoine-Edouard Keller, Exposé du régime des courants observés depuis le XVIe siècle jusqu'à nos jours dans la Manche et la mer d'Allemagne et de leur supputation dans la navigation générale à l'aide du routier compteur, Paris, Firmin Didot frères, 1855, 175 p. ;
- François-Antoine-Edouard Keller, Canal de Nicaragua : Notice sur la navigación transatlantique des paquebots interocéaniques ou recherches sur les routes de plus court trajet d'Europe à Saint-Jean de Nicaragua et retour et sur le régime des courants, des vents et des tempêtes dans l'océan atlantique septentrional, Paris, Dalmont et Dunod, 1859, 221 p. ;
- François-Antoine-Edouard Keller, Des Ouragans, tornados, typhons et tempêtes, typhons de 1848, typhon de 1849, Paris, P. Dupont, 1861, 96 p. ;
- François-Antoine-Edouard Keller, Essai d'amélioration de l'estime, remédiant à la principale cause d'erreurs, tant du loch ordinaire que des lochs compteurs, Paris, P. Dupont, 1862, 48 p.

### Cartographie
- Carte de l'entrée de l'Adriatique et du bassin compris entre l'île de Malte et le cap Matapan [Document cartographique] / dressé par M. Keller, etc. d'après les travaux les plus récents ; gravé par Ambroise Tardieu ; écrit par J. M. Hacq / [Paris] : Dépôt-général de la Marine, 1840
- Carte des Antilles [Document cartographique] / dressée par M. Keller, etc. d'après les travaux les plus récents ; gravé par Chassant ; écrit par J. M. Hacq / [Paris] : Dépôt-général de la Marine, 1842
- Carte de la mer des Antilles, partie orientale [Document cartographique] / dressée par M. Keller, etc. d'après les travaux les plus récents ; gravé par Chassant ; écrit par J. M. Hacq / [Paris] : Dépôt général de la Marine, 1843
- Carte de la partie des Antilles comprise entre la Martinique et St. Christophe [Document cartographique] / dressée par M. Keller, ingénieur hydrographe de la Marine, d'après les travaux les plus récents ; publiée par ordre du Roi, sous le Ministère de M. le baron de Mackau, etc. Secrétaire d'État au Département de la Marine et des Colonies ; gravé par C. E. Collin ; écrit par Hacq / [Paris] : au Dépôt général de la Marine, 1843
- Carte du Golfe du Mexique [Document cartographique] / dressée par Mr. Keller, etc. d'après les travaux les plus récents ; gravé par Chassant ; écrit par J. M. Hacq / [Paris] : Dépôt-général de la Marine, 1843
- Carte des Grandes Antilles (Cuba, Haïti, Jamaïque, Archipel de Bahama) [Document cartographique] / dressée par M. Keller, etc. d'après les travaux les plus récents ; gravé par Chassant ; écrit par J. M. Hacq / [Paris] : Dépôt général de la Marine, 1843
- Carte de la mer des Antilles, partie occidentale [Document cartographique] / dressée par Mr. Keller, etc. d'après les travaux les plus récents ; gravé par Chassant ; écrit par J. M. Hacq / [Paris] : Dépôt général de la Marine, 1844
- Carte de la côte occ.le de l'Amérique comprenant le Pérou, la Bolivie et le nord du Chili [Document cartographique] / dressée d'après les travaux du Capit.ne Fitz-Roy ; par Mr. Keller ; le plan gravé par Jacobs ; les vues par Nyon ; écrit par J. M. Hacq / [Paris] : Dépôt général de la Marine, 1847
- Carte générale des îles Antilles comprises entre la Trinité et Porto-Rico [Document cartographique] / dressée par M. Keller, etc. d'après les travaux les plus récents ; gravé par C. E. Collin ; écrit par Hacq / [Paris] : Dépôt général de la Marine, 1847
- Carte générale de la Mer Méditerranée 2ème feuille, [Document cartographique] / dressée d'après les travaux les plus récents par Mr. Keller, etc. ; le plan gravé par Jacobs ; écrit par J. M. Hacq et V. Carré / [Paris] : Dépôt-général de la Marine, 1851
- Carte de la côte de Karamanie comprenant le golfe d̕ Adalie... [Document cartographique] : 1855 / par Keller / [S.l.] : Dépôt général de la Marine, 1880
- Carte de la partie septentrionale de l'Archipel ... [Document cartographique] : 1854 / par Keller / [S.l.] : Dépôt général de la Marine, 1888
- Carte des îles Naxos, Paros, Milo, Santorin, etc ... [Document cartographique] : 1855 / par Keller / [S.l.] : Dépôt général de la Marine, 1888
- Carte de la partie méridionale de l'Archipel... [Document cartographique] : 1854 / par Keller / [S.l.] : Dépôt général de la Marine, 1889
- Carte des golfes d'Athènes et de Nauplie... [Document cartographique] : 1850 / par Keller / [S.l.] : Dépôt général de la Marine , 1889
- Carte de l'entrée des Dardanelles, comprenant le golfe d̕ Adramyti, les îles de Mitylène, de Ténédos, de Lemnos et Strati... [Document cartographique] : 1855 / par Keller / [S.l.] : Dépôt général de la Marine, 1890
- Carte des débouquements de Syra et des îles Andros, Tinos, Mykoni, Délos, Zéa, etc. [Document cartographique] : 1850 / par Keller / [S.l.] : Dépôt général de la Marine, 1890
- Carte des îles de Rhodes, Kos, etc. et des golfes de Kos, Doris, Symi et Marmarice ... [Document cartographique] : 1855 / par Keller / [S.l.] : Dépôt général de la Marine, 1890
- Carte des golfes de Salonique, de Cassandre et de Monte Santo... [Document cartographique] : 1855 / par Keller / [S.l.] : Dépôt général de la Marine, 1890
- Carte de la côte de Karamanie depuis l̕île de Rhodes jusqu̕au cap Khélidonia... [Document cartographique] : 1855 / par Keller / [S.l.] : Dépôt général de la Marine, 1890
- Carte des golfes de Scala Nova et Mandelyah, comprenant les îles à l̕ est de Naxos... [Document cartographique] : 1855 / par Keller / [S.l.] : Dépôt général de la Marine, 1892
- Carte du golfe de Smyrne et de ses abords... [Document cartographique] : 1851 / par Keller / [S.l.] : Dépôt général de la Marine, 1892
- Carte de la partie méridionale de l'Archipel [Document cartographique] : 1854 / par Keller / Éd. de fév. 1894 / Paris : Dépôt général de la Marine, 1894
- Carte des débouquements de Syra et des îles Andros, Tinos, Mykoni, Délos, Zéa, etc. [Document cartographique] : 1850 / Keller / 6e éd. / Paris : Dépôt général de la Marine, 1932
- Carte de la partie des Antilles comprise entre la Martinique et St. Christophe / dressée par M. Keller, ingénieur hydrographe de la Marine, d'après les travaux les plus récents ; publiée par ordre du Roi, sous le Ministère de M. le baron de Mackau, etc. Secrétaire d'État au Département de la Marine et des Colonies ; gravé par C. E. Collin ; écrit par Hacq / Paris : Bibliothèque Sainte-Geneviève, 2015
- Carte des Antilles / dressée par M. Keller, etc. d'après les travaux les plus récents ; gravé par Chassant ; écrit par J. M. Hacq / Paris : Bibliothèque Sainte-Geneviève, 2015